# Ашальчи Оки
Ашальчи́ Оки́ (4 [16] апреля 1898, Кузебаево, Елабужский уезд, Вятская губерния, Российская империя — 31 октября 1973, Алнаши, Удмуртская АССР) — литературный псевдоним первой удмуртской поэтессы и писательницы Акилины Григорьевны Векшиной, получившей известность в 20-е годы. Брат Ашальчи Оки — писатель и поэт Айво Иви. Также известна как врач-офтальмолог, фронтовой врач, заслуженный врач Удмуртской АССР.

## Биография
Акилина Григорьевна родилась в крестьянской семье в деревне Кузебаево. Получила образование в Карлыганской Вотской учительской школе — 1914 год, на Казанском рабочем факультете — 1921 год и медицинском факультете Казанского университета — 1927 год.
Первые стихи и рассказы Ашальчи Оки появились в 1918 году на страницах удмуртских газет «Виль синь» и «Гудыри». В 1928 году печатаются первые сборники стихов «У дороги» («Сюрес дурын») и «О чём поёт вотячка». В 1933 году подвергалась репрессии: обвинялась в связях с националистами, после чего отошла от творческой работы.
С 1928 года работала врачом-окулистом в Юкаменском и Алнашском районах, стажировалась в Одессе у В. П. Филатова.
Участник Великой Отечественной войны: в РККА с 20 июля 1941 года. Капитан медслужбы. Полтора года заведовала отделением токсической газово-гангренозной инфекции, затем была ординатором Хирургического полевого подвижного госпиталя № 571 (303-го передвижного эвакуационного пункта 3-й армии Белорусского фронта). Награждена медалями «За боевые заслуги» (1944), «За взятие Берлина» (1945), «За победу над Германией» (1945).

Товарищ Векшина проявила себя как врач-энтузиаст своего дела. Работала на самых трудных и ответственных участках. … Своей неутомимостью, самопожертвованием и упорством в лечении она спасла жизни многим сотням раненых. Неоднократно сдавала свою кровь для спасения жизни раненых. Имеет множество благодарственных писем от раненых. — из Наградного листа на Орден Красной Звезды (награждена медалью «За боевые заслуги») за подписью начальника Хирургического полевого подвижного госпиталя № 571, 5 марта 1944 года
После демобилизации из армии в октябре 1946 года, работала врачом Алнашской районной больницы. Награждена орденом «Знак Почёта» (1958). Заслуженный врач Удмуртской АССР.

## Творчество
В творчестве Ашальчи Оки центральное место занимает тема духовного богатства удмуртской женщины. Поэтесса ввела в литературу образ застенчивой девушки-удмуртки, тянущейся к новой жизни. Также она освещает проблему унижения достоинства женщины. Несколько стихов Ашальчи Оки стали основой для песен.
Стихи Ашальчи Оки переводились на иностранные языки в СССР и за рубежом. Французский исследователь творчества Оки Жан Люк Моро писал: «Её лирика очень женственна, глубоко искренна, человечна, остерегается риторики, риторической легкости, а также чрезмерной декларативности».
Ашальчи Оки переводила на удмуртский язык Пушкина («Если жизнь тебя обманет») и Гейне. После 1956 года написала ряд рассказов для детей.

## Память
- В 1987 году в селе Алнаши открыт Дом-музей Ашальчи Оки.
- В 1994 году учреждена Удмуртская национальная литературная премия имени Ашальчи Оки[7].
- В 1998 году был издан сборник стихов поэтессы «Чырты весь» («Ожерелье») на удмуртском и русском языках. В этом же году вышел первый номер женского журнала, названного в память о ней «Ашальчи»[2].
- С 2002 года имя поэтессы носит Граховский краеведческий музей[5].